# Irving Janis
Irving L. Janis (26 de mayo de 1918 - 15 de noviembre de 1990), fue un psicólogo investigador en la Universidad de Yale y profesor emérito en la Universidad de California, Berkeley. Famoso por su teoría sobre pensamiento de grupo que describía los errores sistemáticos cometidos por los grupos cuando toman decisiones colectivas. Se retiró en 1986.
Irving Janis también colaboró con Carl Hovland en sus estudios sobre cambio de actitud.
- Datos: Q3080462